# سونيا باوم
سونيا باوم (بالألمانية: Sonja Baum)‏ (و. 1975  م) هي ممثلة ألمانية، ولدت في بون.

## وصلات خارجية
- سونيا باوم على موقع IMDb (الإنجليزية)
- سونيا باوم على موقع ألو سيني (الفرنسية)
- سونيا باوم على موقع قاعدة بيانات الفيلم (الإنجليزية)
- سونيا باوم على موقع كينوبويسك (الروسية)
- سونيا باوم في قاعدة بيانات الأفلام على الإنترنت